# Open di Francia 2020 - Doppio maschile in carrozzina
Gustavo Fernández e Shingo Kunieda erano i campioni in carica, ma sono stati sconfitti in finale da Alfie Hewett e Gordon Reid con il punteggio di 7–6(4), 1-6, [10-3].

## Teste di serie
1.    Stéphane Houdet /  Nicolas Peifer (semifinale)
  2.    Alfie Hewett /  Gordon Reid (campioni)

## Tabellone

### Legenda
| - Q = Qualificato - WC = Wild card - LL = Lucky loser | - ALT = Alternate - SE = Special Exempt - PR = Protected Ranking | - w/o = Walkover - r = Ritirato - d = Squalificato |

|  | Semifinali | Semifinali                       | Semifinali                       | Semifinali | Semifinali |  |  | Finale | Finale                           | Finale | Finale | Finale |  |
|  |            |                                  |                                  |            |            |  |  |        |                                  |        |        |        |  |
|  | 1          | Stéphane Houdet Nicolas Peifer   | 6                                | 3          | [10]       |  |  |        |                                  |        |        |        |  |
|  |            | Gustavo Fernández Shingo Kunieda | 3                                | 6          | [12]       |  |  |        | Gustavo Fernández Shingo Kunieda | 64     | 6      | [3]    |  |
|  |            | Frédéric Cattaneo Joachim Gérard | Frédéric Cattaneo Joachim Gérard | 3          | 62         |  |  | 2      | Alfie Hewett Gordon Reid         | 7      | 1      | [10]   |  |
|  | 2          | Alfie Hewett Gordon Reid         | Alfie Hewett Gordon Reid         | 6          | 7          |  |  |        |                                  |        |        |        |  |